# Metacemyia uncinata
Metacemyia uncinata là một loài ruồi trong họ Tachinidae.